# Gulfport (Florida)
Gulfport ist eine Stadt im Pinellas County im US-Bundesstaat Florida. Das U.S. Census Bureau hat bei der Volkszählung 2020 eine Einwohnerzahl von 11.783 ermittelt. 

## Geographie
Gulfport grenzt direkt an die Städte Saint Petersburg und South Pasadena sowie an den Gulf Intracoastal Waterway. Die Stadt liegt rund 25 km südlich von Clearwater sowie etwa 30 km südwestlich von Tampa.

## Demographische Daten
Laut der Volkszählung 2010 verteilten sich die damaligen 12.029 Einwohner auf 7371 Haushalte. Die Bevölkerungsdichte lag bei 1647,8 Einw./km². 86,1 % der Bevölkerung bezeichneten sich als Weiße, 9,2 % als Afroamerikaner, 0,4 % als Indianer und 1,2 % als Asian Americans. 1,1 % gaben die Angehörigkeit zu einer anderen Ethnie und 1,9 % zu mehreren Ethnien an. 4,9 % der Bevölkerung bestand aus Hispanics oder Latinos.
Im Jahr 2010 lebten in 16,2 % aller Haushalte Kinder unter 18 Jahren sowie in 37,1 % aller Haushalte Personen mit mindestens 65 Jahren. 47,4 % der Haushalte waren Familienhaushalte (bestehend aus verheirateten Paaren mit oder ohne Nachkommen bzw. einem Elternteil mit Nachkomme). Die durchschnittliche Größe eines Haushalts lag bei 1,95 Personen und die durchschnittliche Familiengröße bei 2,62 Personen.
15,3 % der Bevölkerung waren jünger als 20 Jahre, 18,6 % waren 20 bis 39 Jahre alt, 32,2 % waren 40 bis 59 Jahre alt und 33,8 % waren mindestens 60 Jahre alt. Das mittlere Alter betrug 51 Jahre. 47,1 % der Bevölkerung waren männlich und 52,9 % weiblich.
Das durchschnittliche Jahreseinkommen lag bei 39.056 $, dabei lebten 16,3 % der Bevölkerung unter der Armutsgrenze.
Im Jahr 2000 war Englisch die Muttersprache von 89,74 % der Bevölkerung, spanisch sprachen 4,64 % und 5,62 % hatten eine andere Muttersprache.

## Sehenswürdigkeiten
Am 8. August 2014 wurde das Gulfport Casino in das National Register of Historic Places eingetragen.

## Verkehr
Der nächste Flughafen ist der St. Petersburg-Clearwater International Airport (rund 20 km nördlich).

## Kriminalität
Die Kriminalitätsrate lag im Jahr 2010 mit 290 Punkten (US-Durchschnitt: 266 Punkte) im durchschnittlichen Bereich. Es gab zwei Vergewaltigungen, 15 Raubüberfälle, 24 Körperverletzungen, 103 Einbrüche, 330 Diebstähle, 33 Autodiebstähle und sechs Brandstiftungen.

## Bildung
In Gulfport befindet sich die juristische Fakultät der Stetson University.